# Pontcysyllteakvedukten
Pontcysyllteakvedukten (kymriska: [ˌpɔntkəˈsəɬtɛ], fullständigt namn på kymriska: Traphont Ddŵr Pontcysyllte) är en akvedukt som leder Llangollenkanalen över floden Dees dalgång, mellan byarna Trevor och Froncysyllte, i kommunen Wrexham, nordöstra Wales. Akvedukten stod klar 1805 och är den längsta och högsta akvedukten i Storbritannien och ett världsarv. Den löper 38 meter ovanför floden Dee.

## Historia
Akvedukten, byggd av Thomas Telford och William Jessop, är 307 meter lång, 3,4 meter bred och 1,6 meter djup. Den är gjord av gjutjärn stödd av nitton ihåliga tegelpyloner. Varje spann är 16 meter brett. Många människor var skeptiska till att byggnadsmetoden skulle fungera men Telford var säker: han hade byggt åtminstone en gjutjärnsakvedukt tidigare - Longdon-on-Ternakvedukten på Shrewsburykanalen, ännu synlig i mitten av ett åkerfält, trots att kanalen slutade användas för många år sedan. Delar av vad som ursprungligen kallades Ellesmerekanalen var ett av de första större väg- och vattenbyggnadstekniska projekten ledda av civilingenjören Thomas Telford (handledd av den mer erfarna kanalingenjören William Jessop). Järnet levererades av William Hazledine från hans bruk i Shrewsbury och närliggande Cefn Mawr. Akvedukten öppnades 26 november 1805 efter omkring tio års designande och byggande och en total kostnad på 47 000 pund.
Murbruket som användes bestod av kalk, vatten och oxblod. Järngjutningarna gjordes i den närliggande Plas Kynastonhyttan, Cefn Mawr, som var uppförd för detta ändamål. Vattenrännan gjordes av bockade plattor av gjutjärn, sammansatta med bultar, med skarvarna drevade med walesiskt flanelltyg och en blandning av vitt bly (Cerussit) och järnrester från borrningar. Plattorna är inte rektangulära utan formade för att ge intrycket att vara av traditionell valvsten, i en oavbruten linje av valvribborna nedanför. 
De stödjande valven, fyra för vardera spann, är gjutjärnsribbor, med ifyllda paneler på utsidan som ger intrycket att vara solida stöttor. Rännan är inte fäst vid valvbågarna, utan avrundade knoppar gjutna i "golv"-plattorna passar över ribborna för att förhindra rörelser.

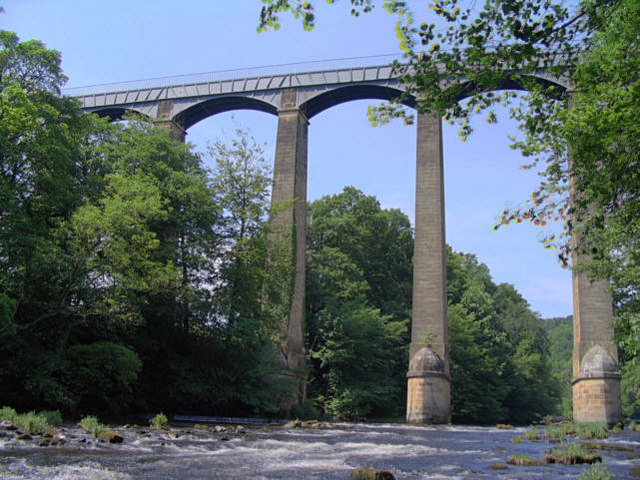
Floden Dee rinner under akvedukten

Dragvägen är en kantilever (konsol) vid sidan av rännan. Detta låter rännan vara av maximal bredd och därigenom kan det förflyttade vattnet bortom båten lättare flyta förbi båten, vilket gör att kanalbåtar kan förflytta sig lätt genom vattnet. Fotgängare skyddas av räcken på den yttre sidan av dragvägen, men hålen som passar räcken på andra sidan av akvedukten användes aldrig. Då kanten av rännan endast är cirka 15 cm över vattennivån, och därför nedanför en kanalbåts däck, har den som styr inget mellan detta och stupet. Cosgroveakvedukten har en liknande konstruktion, dock i en betydligt mindre skala.
Vart femte år öppnas för underhåll en plugg i mitten av akvedukten för att dränera kanalvattnet ner i floden Dee inunder .

### Världsarvet
Akvedukten och det omgivande landområdet sattes 1999 upp på förslagslistan över objekt som skulle bli nominerade till världsarv. Akvedukten föreslogs som kandidat 2005 - 200 år efter dess uppförande—och 2006 blev det officiellt att den skulle bli Storbritanniens världsarvsnominering 2008 i ett större förslag, som även omfattande en del av kanalen från akvedukten till Horseshoe Falls .
Kanalen från Rhoswiel (Shropshire) till Horseshoe Falls inklusive Pontcysyllteakvedukten såväl som den äldre Chirkakvedukten besöktes av kontrollanter från Unesco i oktober 2008 för att analysera och bekräfta objektets skötsel och äkthet. Akvedukten skrevs in på världsarvslistan 27 juni 2009.

## Fotogalleri

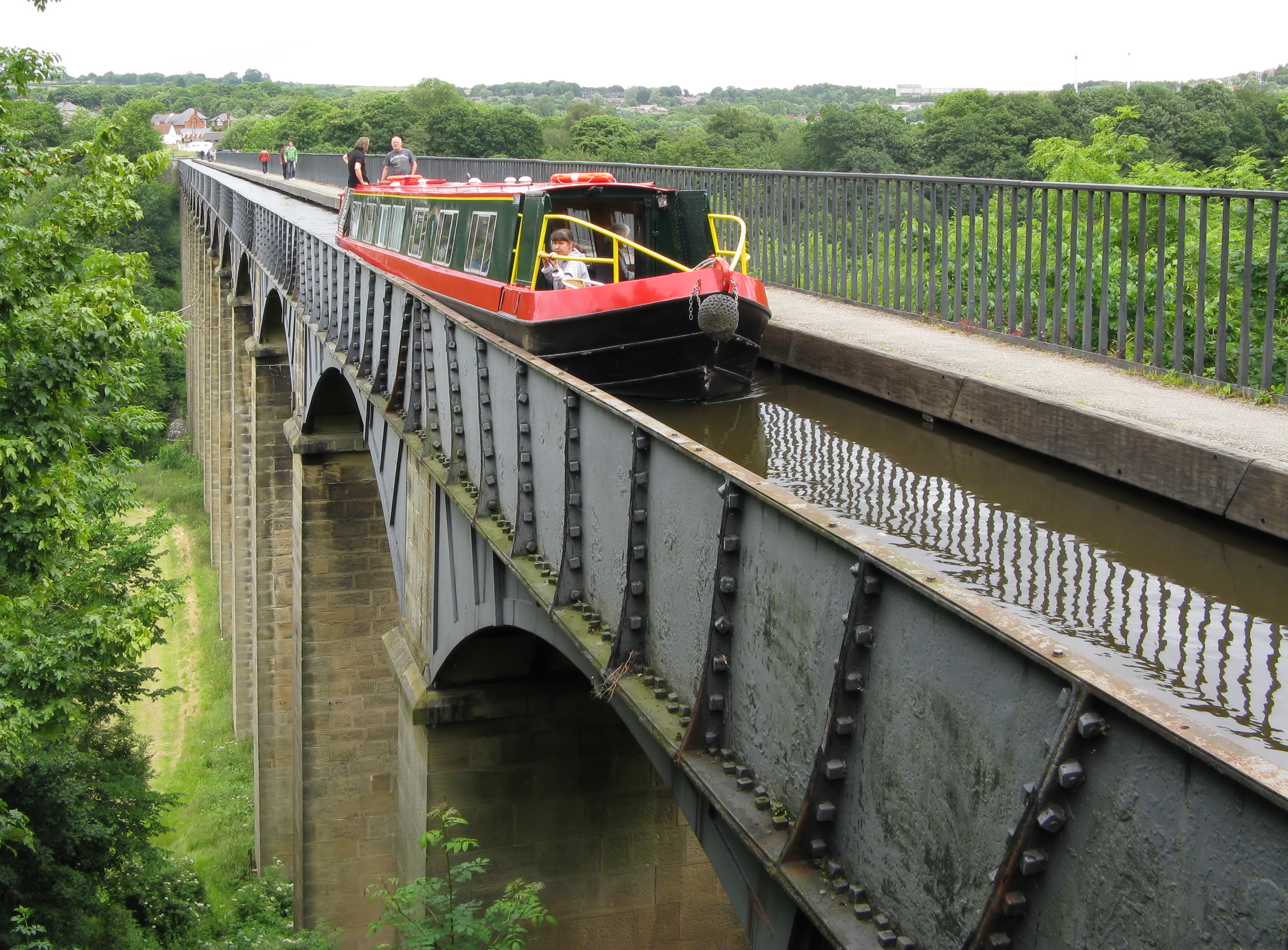
En kanalbåt går genom akvedukten. Notera formen på järnplattorna, gjutna för att ge intryck av att vara gjorda av kilstenar.
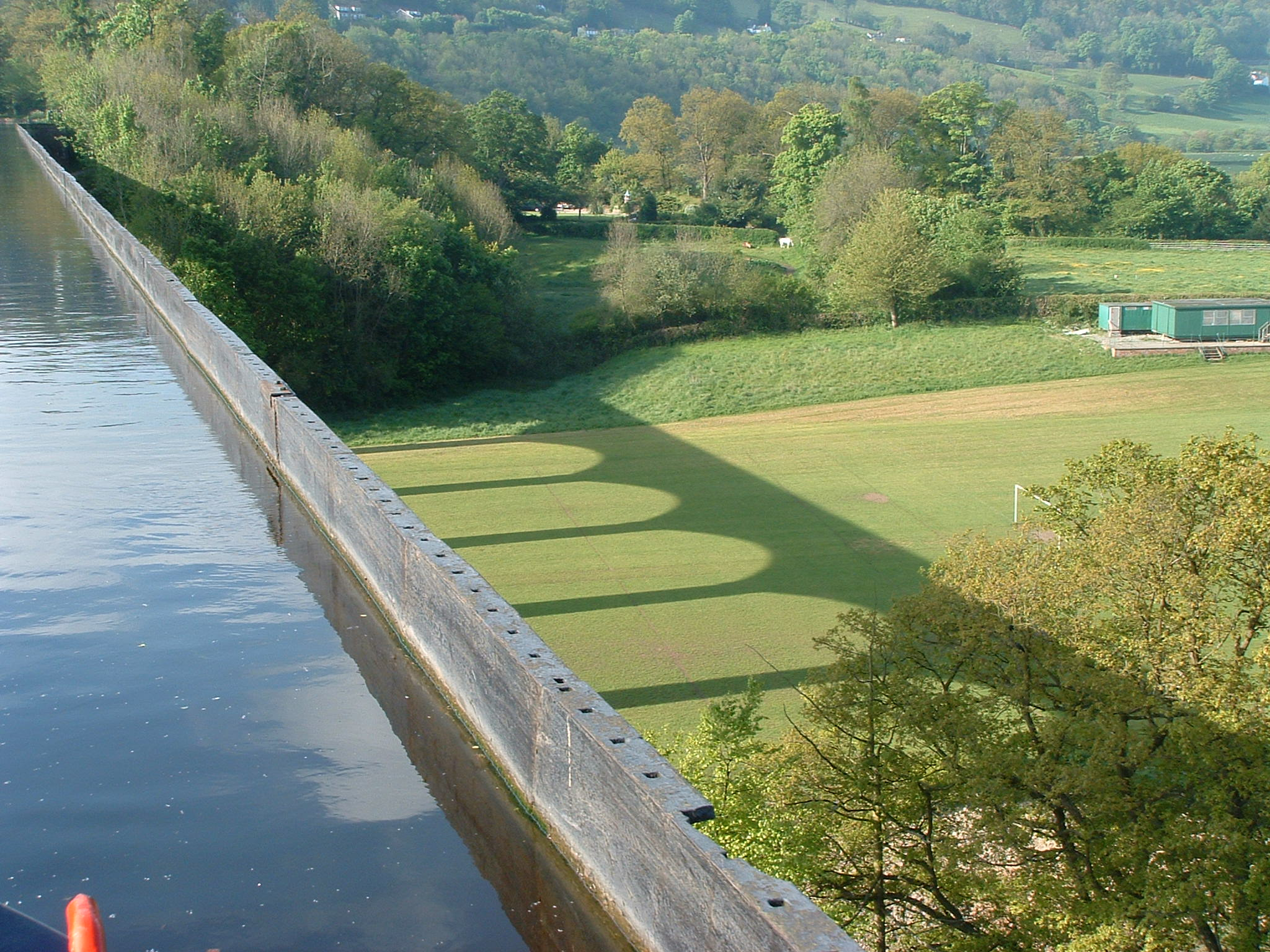
Vy över Deedalen från akvedukten